# Karl Albert von Schott

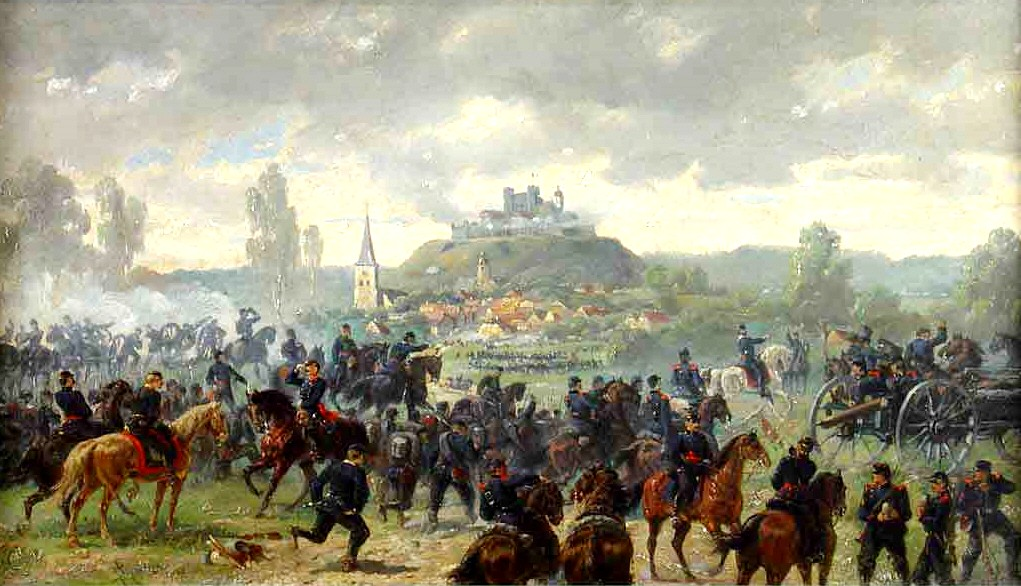
Karl Albert von Schott: Berennung von Lichtenberg

Karl Albert von Schott (* 13. Mai 1840 in Stuttgart; † 21. Februar 1911 ebenda) war ein württembergischer Offizier und Schlachtenmaler.

## Leben
Karl Albert Schott wurde als Kind des Gutspächters Eduard Saladin Schott (1812–1887) und dessen Ehefrau Maria Antonia Weyland (1816–1900) geboren. Er hatte fünf Geschwister, darunter der Benediktiner Anselm Schott (1843–1896) und der Opernsänger Anton Schott (1846–1913).
Er diente als Offizier in der Württembergischen Armee und nahm an den Feldzügen von 1866 und 1870/71 teil, zuletzt als Oberstleutnant und Bataillonskommandeur im Infanterie-Regiment Nr. 124.
Schott heiratete am 24. Oktober 1877 Maria Anna Agnes Franck (1849–1911), Tochter des Großherzoglich-Hessischen Staatsrats Heinrich von Franck in Darmstadt.
Nach seinem Abschied von der Armee nahm er ab 1888 privaten Malunterricht bei Anton Braith in München. Er blieb als Maler seinem ursprünglichen Beruf treu und malte hauptsächlich dichtbevölkerte Schlachtenbilder.

## Veröffentlichungen
- Karl Schott: Der Anteil der Württemberger am Feldzug 1870/71. Union, Stuttgart 1908[2]